# 철도승차권 위탁발매소
철도승차권 위탁발매소(鐵道乘車券委託發賣所)는 철도승차권을 발권하여 판매하는 곳으로, 주로 역무원이 평일에만 있는 배치간이역이나 무배치간이역에 설치된다. 갑종과 을종의 두 종류가 있다.

## 갑종위탁발매소
갑종위탁발매소(甲種委託發賣所), 또는 갑종발매소(甲種發賣所)는 여행사, 우체국, 군부대, 은행 및 백화점 등지에 설치된 철도승차권 위탁발매소를 통틀어 일컫는 말이다. 옛 명칭은 '갑종승차권대매소'(甲種乘車券代賣所), 또는 '갑종대매소'(甲種代賣所)였다. 을종위탁발매소와는 달리, 1년마다 계약을 갱신해야 위탁발매소의 자격이 유지된다.

### 예시
- 충북선 청주공항역[1]
- 국군수송사령부 예하 TMO

## 을종위탁발매소
을종위탁발매소(乙種委託發賣所), 또는 을종발매소(乙種發賣所)는 한국철도공사 직원이 아닌 타 업체가 한국철도공사 관할역에 근무하며 승차권을 발매하는 곳을 말한다. 옛 명칭은 '을종승차권대매소'(乙種乘車券代賣所), 또는 '을종대매소'(乙種代賣所)였다. 대부분 승차권 개찰이 필수적으로 이루어지는 광역전철역 중 무배치간이역이 대다수이다. 도고온천역같이 일반철도가 정차하여도 무배치간이역이 되면서 을종위탁발매소로 전환하는 경우도 있다.

## 같이 보기
- 보통역